# Jan en alleman
Jan en alleman is een Nederlands en Duits (met name in de Nederrijnstreek - Jan un(d) Allemann) gezegde waarmee wordt bedoeld: iedereen. Omdat de voornaam Jan eeuwenlang de meest voorkomende voornaam in Nederland was, komt deze in veel Nederlandse uitdrukkingen en gezegden voor wanneer er een willekeurig persoon mee wordt aangeduid.

## Voorbeeld
De uitdrukking kan als volgt worden gebruikt:
- Ik ben niet bereid mijn data met Jan en alleman te delen.
- Piet vertelt aan Jan en alleman dat hij verliefd is op Truus.

## Herkomst
Volgens Pieter Jacob Harrebomées Spreekwoordenboek der Nederlandsche taal (1858-1862) is de uitdrukking ontstaan tijdens de Tachtigjarige Oorlog in Vlissingen. Tijdens de Opstand van Vlissingen zou een katholieke kerkganger gewond zijn geraakt in een confrontatie met Spaanse kwartiermakers, waarop hij zou hebben uitgeroepen dat hij zich ging bewapenen. Toen het verhaal de ronde deed dat deze Jan Alman "zich, den 6den April 1572, tegen den Spanjaard te wapen stelde" werd dat bericht al snel verbasterd tot de melding dat alleman (d.w.z. iedereen) tegen de Spanjaarden in opstand kwam. Dit gerucht zou ertoe hebben bijgedragen dat de bezetter werd verdreven. Of deze in de 19e eeuw door Harrebomée opgetekende verklaring waar is, is onbekend.